# Star Wars: Super Bombad Racing
Star Wars: Super Bombad Racing è un videogioco di guida ispirato alla competizione degli "sgusci" di Guerre stellari e contenente personaggi del primo, del terzo e del quarto episodio della serie di Guerre Stellari. I personaggi giocabili sono ritratti in una luce umoristica nello stile super deformato (con teste insolitamente grandi e corpi piccoli). Questo gioco è disponibile solo per PlayStation 2, in quanto le versioni per Dreamcast, Windows e Apple Macintosh che erano in via di sviluppo furono cancellate a causa delle scarse vendite dell'edizione PS2.

## Caratteristiche di gioco

### Personaggi giocabili
| Personaggio      | Veicolo                      | Arma speciale             |
| ---------------- | ---------------------------- | ------------------------- |
| Darth Maul       | Infiltratore Sith            | Spada laser a doppia lama |
| Jar Jar Binks    | Bongo tribolla               | Lingua elastica           |
| Sebulba          | Sguscio                      | Lancio rottami            |
| Boss Nass        | Gungan Manta-Ray             | Sputo accecante           |
| Obi-Wan Kenobi   | Radiant VII                  | Levitazione della Forza   |
| Yoda             | Sedia del Consiglio dei Jedi | Inversione della Forza    |
| Anakin Skywalker | N-1 Starfighter              | Colpo elettrico           |
| Regina Amidala   | Astronave reale di Naboo     | Raggio di luce accecante  |

### Circuiti
|            | Prima gara  | Seconda gara  | Terza gara         |
| Circuito 1 | Naboo Swamp | Dune Sea      | Theed City         |
| Circuito 2 | Podrace     | Otoh Gunga    | Mos Espa           |
| Circuito 3 | Coruscant   | Power Station | Droid Control Ship |

### Arene
- Naboo Battlefield
- Jedi Temple
- Great Pit of Carkoon
- Hoth Asteroid

## Accoglienza
| Testata                            | Giudizio |
| ---------------------------------- | -------- |
| GameRankings (media al {{{data}}}) | 61.62%   |
| Metacritic (media al {{{data}}})   | 71/100   |
| AllGame                            | [ 3 ]    |
| EGM                                | 3.67/10  |
| Game Informer                      | 2.5/10   |
| GamePro                            | [ 6 ]    |
| Game Revolution                    | B        |
| GameSpot                           | 6.2/10   |
| GameSpy                            | 80%      |
| GameZone                           | 8.5/10   |
| IGN                                | 7.8/10   |
| OPM (USA)                          | [ 13 ]   |
| X-Play                             | [ 14 ]   |

Il gioco ha avuto generalmente un'accoglienza altalenante tra positiva e mista ma pur sempre accettabile. Secondo Gamespot, il gioco "introduce dei concetti interessanti, ma la lunghezza e i difetti del gameplay limitano il gioco in modo significativo."